# Municipio de Shady Grove (Carolina del Norte)
El municipio de Shady Grove (en inglés: Shady Grove Township) es un municipio ubicado en el  condado de Davie en el estado estadounidense de Carolina del Norte. En el año 2010 tenía una población de 5.308 habitantes.

## Geografía
El municipio de Shady Grove se encuentra ubicado en las coordenadas 35°57′7.09″N 80°25′55.18″O / 35.9519694, -80.4319944.